# Miloy
Marcos Hermenegildo Joaquim, más conocido como Miloy (Luanda, Angola, 27 de mayo de 1981), es un exfutbolista angoleño que jugaba de pivote y su último equipo fue el Grupo Desportivo Interclube de la Primera División de Angola.

## Trayectoria
| Clubes profesionales |                             |                  |
| Período              | Club                        | Partidos (goles) |
| 1999-2007            | Grupo Desportivo Interclube | ? (?)            |
| Selección nacional   |                             |                  |
| 1999-2007            | Angola                      | 14 (0)           |

- Datos: Q614876
- Multimedia: Miloy / Q614876